# Ernesto Bonomini
Ernesto Bonomini (Pozzolengo, 18 marzo 1903 – Miami, 6 luglio 1986) è stato un anarchico italiano, autore dell'omicidio di Nicola Bonservizi (1890-1924) corrispondente a Parigi de Il Popolo d'Italia e direttore della rivista di propaganda fascista Italie Nouvelle.

## Biografia
Nasce a Pozzolengo, in provincia di Brescia, il 18 marzo 1903 dal mugnaio Giuseppe e Teresina Dolci. Ancora molto giovane viene messo sotto sorveglianza della polizia perché considerato socialmente pericoloso per le sue simpatie politiche socialiste e i suoi ideali antimilitaristi. Per evitare che la sua famiglia venga coinvolta, «fatta responsabile delle sue azioni», decide di emigrare in Francia.
Divenuto anarchico, a Parigi, il 20 febbraio 1924, nel ristorante Savoia, spara al giornalista Nicola Bonservizi, collaboratore di Benito Mussolini e fondatore dei fasci italiani in Francia, che, gravemente ferito, morirà dopo alcune settimane. Scampato al linciaggio e arrestato, Bonomini dichiara alla polizia che con la sua azione anarchica ha voluto vendicare «tutte le vittime del fascismo» e di non essere comunista poiché i «compagni anarchici russi sono perseguitati dalla dittatura di Mosca nella stessa guisa che quelli italiani sono perseguitati dalla dittatura fascista».
Condannato a otto anni di lavori forzati e a 10 di divieto di soggiorno, si salva dalla pena capitale poiché è ancora attuale in Francia l'«indignazione sollevata dal barbarico eccidio di Matteotti» ad opera dei fascisti.  Scarcerato il 20 febbraio 1932, sul giornale Lotta anarchica di Parigi, si rivolge nel marzo dello stesso anno ai compagni lamentando le «polemiche, rancori ed antipatie personali che come orrido cancro rodono il nostro movimento a beneficio del comune nemico» e auspica la costituzione di un «fronte unico libertario».
Arrestato ed espulso dalla Francia, vive per un breve periodo in Belgio da dove torna in Francia. Lavora nella Librairie moderne di Lilla, insieme al compagno d’ideali Umberto Marzocchi. Nell’aprile 1933, viene nuovamente arrestato per "rottura del bando" e condannato, il 5 maggio, a un mese di carcere, insieme allo stesso Marzocchi. Dopo aver scontato la pena, si stabilisce a Parigi, legandosi sentimentalmente a Louisette Bled (o Lucette Blel o Biel) e in agosto dichiara che a un nuovo arresto si opporrà con uno sciopero della fame.
Nel gennaio 1934 incontra l’anarchico Emidio Recchioni e il 20 aprile viene nuovamente arrestato e fatto salire su un treno diretto in Belgio, dal quale riesce a fuggire, rifugiandosi a Lilla. In seguito fa il decoratore a Sartrouville, alle dipendenze del massimalista Amedeo Delai.
Partecipa alla guerra civile spagnola e nell'agosto del 1936 svolge al valico di Portbou l'ufficio di  "commissario di frontiera" per controllare gli ingressi e le uscite dalla Spagna. Il 16 ottobre  su «Le Libertaire» di Parigi celebra la morte dell'anarchico francese Louis-Émile Cottin, autore di un attentato fallito all'allora presidente del consiglio Georges Clemenceau. Il 14 aprile 1937 avverte i compagni della repressione antianarchica dei comunisti in Spagna che vorrebbero «rieditare il tradimento di Cronstadt e dell’Ucraina libertarie» e che hanno ucciso molti anarchici spagnoli.
Nonostante i tentativi degli stalinisti di eliminarlo Bonomini decide di rimanere in Spagna sino a quando nel 1938 si reca a Parigi sotto falso nome per partecipare a una riunione degli anarchici. Scoperto e arrestato è condannato a un anno di carcere. Evade nel 1939 dal carcere duro del "campo di lavoro vigilato" di Rieucros (Lozère). Arriva a Bruxelles con l'aiuto dei compagni anarchici che gli procurano un "passaporto autentico" dal Consolato cubano di Bruxelles e un visto dalla compagnia Canadian Pacific Railway  con la quale raggiunge il Canada e da lì New York dove trascorre tutto il periodo della Seconda guerra mondiale mantenendo i contatti con gli anarchici raccolti intorno al giornale anarchico L'Adunata dei Refrattari.
Muore a Miami il 6 luglio 1986.

## Fonti
- BONOMINI, Ernesto 00284 - Collezioni digitali BFS;
- Archivio Centrale dello Stato, Ministero dell’Interno, Casellario politico centrale, ad nomen;
- ivi, Dipartimento polizia politica, fascicolo personale;
- «L’organizzatore dei fasci parigini ferito gravemente da un anarchico», Il Corriere della sera, 21 feb. 1924; *«L’attentato contro il giornalista Bonservizi. Il ferito permane in stato grave. Le dichiarazioni dell’anarchico» ,ivi, 22 feb. 1924;
- Vagabondo. Mentre Bonomini è in faccia ai giurati, L’Adunata dei Refrattari, 2 ago. 1924;
- H. Treni [U. Fedeli], Per ricordare Ernesto Bonomini, ivi, 1 nov. 1924;
- Cesare, Un giustiziere alla sbarra, ivi, 15 nov. 1924;
- V. D’Andrea, La trama della tragedia. Restituiteci Castagna e Bonomini, «L’Agitazione in favore di Castagna e Bonomini», 15 dic. 1924;
- Viola [G. Bifolchi], Una mostruosità giuridica, ivi;
- Bonomini davanti alla giustizia di classe, ivi;
- F. Vezzani, Castagna e Bonomini, L’Adunata dei Refrattari, 14 mag. 1927;
- Bonomini e Castagna, Bollettino mensile del Comitato internazionale di difesa anarchica, 2 ago. 1927;
- Archivio privato Fausto Bucci - Follonica (Gr), Testimonianza di Frank Aldi, Pistoia, mar. 1971